# Derviš

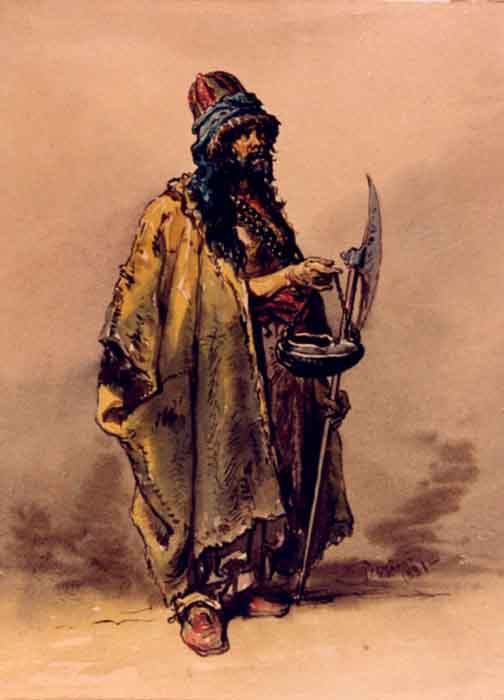
Turecký derviš, šedesátá léta 19. století

Derviš či dervíš (arabsky a persky: درویش) je arabský termín označující stoupence islámské alternativní religiozity, dervišem je často míněn člen súfijského mystického řádu (taríka). Dervišové žijí v extrémní chudobě a většinou mystickou cestou se snaží přiblížit se Bohu. Používají při tom nestandardní techniky, např. příslušníci řádu mauláwíja mají zvláštní zikr zahrnující tančení v kruzích.
V severní Africe jsou dervišové nahlíženi podobně jako marabuti, kteří inklinují k mystickým liniím islámu nebo islám propojují s tradičními africkými náboženstvími. V Súdánu stále působí afričtí dervišové, kteří se dostávají do extatického vytržení pomocí tance a bubnování za zvuku zpívaných modliteb. Také tito černí dervišové – v Súdánu často s jizvovým tetováním v obličeji, které označuje klanovou příslušnost – mají blízko k tradičním lokálním náboženstvím. V Súdánu je každý rok pořádán velký festival dervišů, kde je možné pozorovat stovky černých dervišů při extatických tancích a zpívaných modlitbách.

## Kulturní reference
- Dnes poměrně řídce užívané slovo derviš se objevuje například v 18. písni Talisman na albu Tam za tím mořem piva... Na skladbě se podíleli: hudba: Jan F. Fischer, původní text: Johann Nepomuk Nestroy, překlad: Ota Ornest, zpěv: Jan Werich,  Orchestr Městských divadel pražských řídil: Josef Smetana[3].